# 도가시 게이맨
도가시 게이맨(일본어: 富樫 敬真, 1993년 8월 10일 ~ )은 미국에서 태어난 일본의 축구 선수이다.

## 구단 경력
그는 2015년부터 2024년까지 J리그의 요코하마 F. 마리노스, FC 도쿄, FC 마치다 젤비아, V-파렌 나가사키, 베갈타 센다이, 사간 도스에서 활동하였다.